# Bataille du Mincio (1814)
Pour l’article homonyme, voir Bataille de Pozzolo (1800).
Sixième Coalition
Batailles
Campagne de Russie (1812)
- Liste des batailles
- Mir
- Moguilev
- Ostrovno
- Vitebsk
- Kliastitsy
- Smolensk
- 1re Polotsk
- Valoutina Gora
- Moskova
- Moscou
- Winkowo
- 2e Polotsk
- Maloïaroslavets
- Gorodnia
- Czaśniki
- Viazma
- Smoliani
- Krasnoï
- Bérézina

Campagne d'Allemagne (1813)
- Dantzig
- Lunebourg
- Möckern
- Lützen
- Bautzen
- Reichenbach
- Haynau
- Luckau
- Hoyerswerda
- Lauenbourg
- Goldberg
- Gross Beeren
- Katzbach
- Dresde
- Kulm
- Dennewitz
- Peterswalde
- Liebertwolkwitz
- Leipzig
- Hanau
- Sehested
- Torgau
- Hambourg

Campagne de France (1814)
- Sainte-Croix-en-Plaine
- Besançon
- Mayence
- Metz
- Saint-Avold
- 1re Saint-Dizier
- Brienne
- La Rothière
- Campagne des Six-Jours (Champaubert
- Montmirail
- Château-Thierry
- Vauchamps)
- Mormant
- Montereau
- Bar-sur-Aube
- Saint-Julien
- Laubressel
- Berry-au-Bac
- Craonne
- Coutures
- Laon
- Soissons
- Mâcon
- Reims
- Saint-Georges-de-Reneins
- Limonest
- Arcis-sur-Aube
- Fère-Champenoise
- 2e Saint-Dizier
- Meaux
- Claye
- Villeparisis
- Paris

- Feistritz
- Caldiero (en)
- Trieste
- Mincio

- Hoogstraten (de)
- Anvers
- Berg-op-Zoom
- Courtrai

La bataille du Mincio se déroule le 8 février 1814, et oppose l'armée franco-italienne commandée par le vice-roi Eugène de Beauharnais à l'armée autrichienne sous les ordres du feld-marechal Heinrich Johann de Bellegarde, sur les rives du Mincio. Elle se solde par l'arrêt de l'offensive autrichienne, ce qui permet au vice-roi d'arrêter sa retraite vers les Alpes.

## Contexte
Lors de la campagne de Russie, Eugène de Beauharnais commande le corps italien et se couvre de gloire aux batailles de la Moskova et de Maloyaroslavets. Lorsque Napoléon Ier rentre à Paris d'urgence à la fin de 1812, il laisse le commandement des restes de la Grande Armée à son beau-frère et roi de Naples Joachim Murat ; mais celui-ci quitte l'armée à Vilnius, pour son royaume, le 16 janvier 1813, et c'est Eugène qui conduit la retraite de Poznań à l'Elbe. Il fait montre à cette occasion d'un réel sens stratégique, mais ne peut sauver les restes du corps italien.
C'est donc une armée peu aguerrie et privée de cadres expérimentés qui est reconstituée pour défendre le royaume d'Italie. En outre, si Eugène est personnellement invaincu, ses subordonnés ont subi plusieurs défaites qui ont abouti à la perte des provinces illyriennes et à l'invasion de la Vénétie par les Autrichiens.
La ville de Vérone, notamment est assiégée. La situation stratégique est délicate. Au nord-est, le feld-maréchal de Bellegarde avance à la tête d'une armée autrichienne de 35 à 36 mille hommes, tandis qu'au sud, Murat déclare le 11 janvier 1814 la guerre à Napoléon, investit les anciens États pontificaux et s'établit à Bologne. En France, la campagne de Napoléon est délicate et il demande à son fils adoptif d'abandonner l'Italie, pour lui apporter en renfort l'armée franco-italienne. Eugène, craignant une défection des troupes italiennes, refuse et établit une ligne de défense sur le Mincio, après avoir renoncé à défendre la ligne de l'Adige, menacée par les Autrichiens. Il espère emporter une victoire décisive, qui lui permettrait de reprendre la Vénétie pour se tourner ensuite vers Murat.

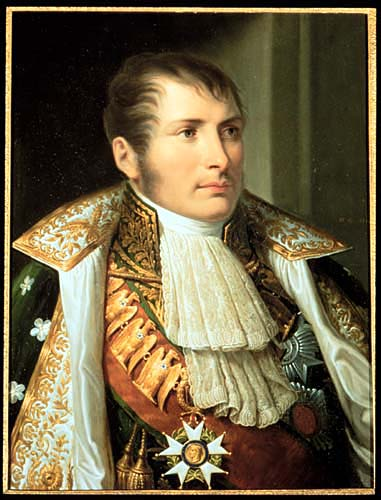
Eugène de Beauharnais, commandant en chef de l'armée française d'Italie en 1814.
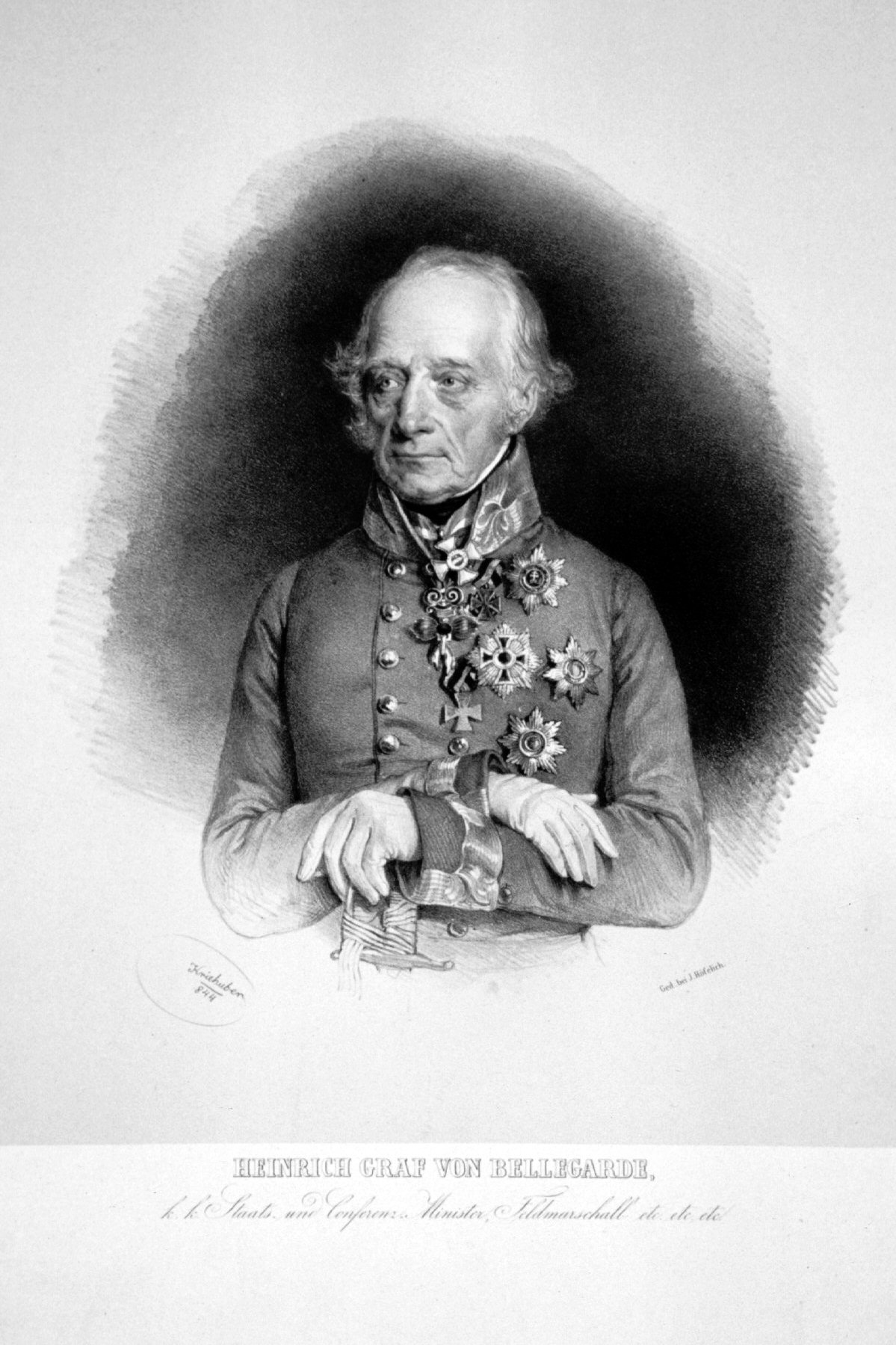
Heinrich Johann de Bellegarde, commandant en chef de l'armée autrichienne d'Italie en 1814.

## Déroulement
Dans son quartier général de Villafranca, Bellegarde estime le 7 février que les Français sont en retraite et décide de franchir le Mincio le lendemain à Borghetto. Eugène, devinant la manœuvre, laisse audacieusement sur la rive droite le seul général Verdier à la tête d'environ un tiers de l'armée dont la division Fressinet, et traverse le Mincio à Goito et Mantoue. Il remonte vers le nord et accroche les Autrichiens de la division Merville en train de traverser la rivière à Pozzolo. Durant toute la journée, la plaine de Roverbella est le théâtre d'offensives et de contre-offensives, qui voient la division Merville progressivement repoussée.
Devant la situation difficile de son lieutenant, Bellegarde fait retraverser la majeure partie de ses troupes, ce qui permet à Verdier, qui s'était replié en ordre jusqu'à Monzambano, de reprendre l'offensive et d'atteindre le Mincio dans la soirée. Épuisés, les Français ne poursuivent cependant pas leurs ennemis.
Les troupes autrichiennes profitent de la nuit pour retraiter jusqu'à Valeggio, mais le 9 au matin, l'armée franco-italienne repasse sur la rive droite. En effet, constatant que sa victoire n'est pas décisive, Eugène stoppe son avancée.

## Conséquence
La bataille marque la fin des opérations d'envergure sur le théâtre italien. Les Autrichiens reculent jusqu'à leurs positions sur l'Adige et Bellegarde ne lance plus d'offensive majeure, tandis qu'Eugène, n'ayant pu remporter une victoire décisive, se replie également sur ses positions de départ et ne peut empêcher la chute de Vérone. Lorsqu'arrive la nouvelle de l'abdication de l'Empereur, Eugène espère encore pouvoir conserver le royaume d'Italie pour lui. Il signe le 16 avril la convention de Schiarino-Rizzino (it) qui organise le départ des troupes françaises mais permet au royaume de conserver ses garnisons dans les territoires non conquis par les Autrichiens. Mais l'insurrection de Milan le 20 avril entraîne la chute du royaume d'Italie (it), obligeant Eugène à capituler le 23 avril par le traité de Mantoue (en) et à partir pour Munich, tandis que les troupes autrichiennes entrent dans l'ancienne capitale italienne.